# Conjunctura este apanajul regilor
„Context Is for Kings” este al treilea episod al serialului TV științifico-fantastic Star Trek: Discovery care are  loc în anul 2256. A avut premiera pe CBS la 1 octombrie 2017. Este regizat de Akiva Goldsman. Este scris de  Gretchen J. Berg, Aaron Harberts și Craig Sweeny, după o poveste de Bryan Fuller, Berg și  Harberts. Acest episod marchează prima apariție a navei spațiale USS Discovery și prima apariție a actorilor principali  Jason Isaacs, Anthony Rapp și  Mary Wiseman..
Potrivit scenaristului și producătorului Aaron Harberts, episoadele precedente "The Vulcan Hello" și "Battle at the Binary Stars" au format un fel de "prolog" , în timp ce acest episod ar fi cel "pilot".

## Prezentare
La șase luni de la aflarea sentinței sale, Burnham se află într-o navetă de transfer către o închisoare dintr-o mină de dilitiu de pe Tellun. Din cauza unei specii spațiale denumită GS54 care consumă electricitatea navetei, este teleportată de  urgență pentru a fi salvată la bordul navei USS Discovery. După ce petrece câteva zile pe navă, Burnham primește ordin de la căpitanul navei, misteriosul Gabriel Lorca, de a asista la o misiune științifică. Burnham îl aude pe locotenentul Paul Stamets, un astro-micolog care conduce misiunea, discutând despre un viitor experiment cu un coleg servind pe o altă navă spațială. Lorca, curând, este informat despre un incident care a avut loc pe nava soră USS Glenn⁠(en)[traduceți] și care a ucis întregul echipaj. Stamets conduce o echipă la bordul acestei nave pentru a investiga și descoperă întregul echipaj mort și deformat, precum și un grup de klingonieni uciși de o creatură necunoscută. Lorca îi cere mai târziu lui Burnham să lucreze pentru el, în ciuda sentinței sale, explicându-i că a deviat naveta pentru ca ea să ajungă pe nava acestuia, totul pentru ca Burnham să ajute la dezvoltarea unui nou mod de a zbura, lucru care va duce pentru început la câștigarea războiului cu klingonienii. De asemenea, în mod secret, creatura monstruoasă de pe Glenn a fost transportată la bordul lui Discovery.

## Producție
Titlul episodului și un scurt rezumat au fost dezvăluite de către Paramount Television la 16 septembrie 2017, împreună cu un teaser trailer.